# Station Raves-Ban-de-Laveline
Station Raves-Ban-de-Laveline is een spoorwegstation in de Franse gemeente Raves.